# KASUMI
In crittografia il KASUMI, noto anche come A5/3, è un cifrario a blocchi utilizzato nella telefonia cellulare 3GPP negli algoritmi di tipo f8 (confidenzialità) ed f9 (integrità). Il cifrario è stato progettato dal SAGE (Security Algorithms Group of Experts), un gruppo di specialisti parte dell'organismo ETSI (European Telecommunications Standards Institute) dedito alla definizione degli standard europei relativi alle telecomunicazioni. Invece che realizzare un nuovo cifrario da zero, il SAGE selezionò un algoritmo già esistente, il MISTY1, e lo ottimizzò per l'implementazione in hardware: quindi, il MISTY1 ed il KASUMI sono molto simili (kasumi (霞) in giapponese significa foschia, come mist in lingua inglese) e la crittanalisi di uno è adattabile all'altro. Nonostante l'ottimizzazione per l'hardware, il KASUMI mantiene un'efficiente implementazione anche in software.

## Struttura
Il KASUMI accetta blocchi dati di 64 bit e chiavi lunghe 128 bit. Strutturalmente è basato sul cifrario di Feistel con 8 passaggi, e come il MISTY1 ed il MISTY2, ha una struttura ricorsiva con i sotto-componenti che presentano anch'essi una struttura tipo Feistel.

## Sicurezza
Nel 2001 un attacco differenziale impossibile su 6 passaggi del KASUMI è stato presentato da Kühn.
Nel 2005 Eli Biham, Orr Dunkelman e Nathan Keller hanno pubblicato un attacco a rettangolo correlato alla chiave portato al KASUMI che può violare tutti gli 8 passaggi del cifrario molto più velocemente di una ricerca esaustiva della chiave. L'attacco richiede 254,6 testi in chiaro scelti, ognuno dei quali cifrato con una di 4 chiavi correlate, ed ha una complessità temporale equivalente a 276,1 cifrature del KASUMI. Anche se non è un attacco praticamente attuabile, esso invalida comunque alcuni concetti inerenti alla sicurezza dei protocolli 3GPP che erano alla base della presunta robustezza del KASUMI.
Nel 2010, Orr Dunkelman, Nathan Keller e Adi Shamir pubblicano un related key attack contro KASUMI con un modesto costo computazionale. Per un insieme di circostanze fortuite, l'attacco non è presente in MISTY, ma è stato introdotto dalle ottimizzazioni definite dal SAGE.